# Kehra (dorp)
Kehra is een plaats in de Estlandse gemeente Anija, provincie Harjumaa. De plaats heeft de status van dorp (Estisch: küla). Het dorp wordt doorgaans Kehra küla genoemd om het te onderscheiden van de gelijknamige stad, die ten zuiden van het dorp ligt. De stad wordt vaak Kehra linn (stad Kehra) genoemd.

## Bevolking
Het dorp had 42 inwoners op 31 december 2011 en 29 inwoners op 31 december 2021.